# Strobilotoma typhaecornis
Genre
Espèce
Strobilotoma typhaecornis est une espèce d'insectes hémiptères du sous-ordre des hétéroptères  (punaises) de la famille des Coreidae, de la sous-famille des Pseudophloeinae, de la tribu des Pseudophloeini.

## Description
Corps long de 6 à 8 mm. Deuxième article antennaire nettement plus court que le troisième, le quatrième (et dernier) plus foncé et renflé en massue.

## Taxonomie
Outre Strobilotoma typhaecornis, seul GBIF mentionne une seconde espèce pour le genre Strobilotoma : Strobilotoma divergens Reuter, 1900 alors que d'autres bases mentionnent Strobilotoma typhaecornis var. divergens Reuter, 1900 – synonyme de Strobilotoma typhaecornis (Fabricius, 1803).
Dans cet article, le genre Strobilotoma est considéré comme monotypique.	